# Mankeibis
Mankeibis (latin: Lophotibis cristata), ogsa kaldet toppet ibis, er en storkefugl, der lever på Madagaskar.